# Club Tropicana
"Club Tropicana" is een nummer van het Britse duo Wham! Het nummer verscheen op hun album Fantastic uit 1983. Op 23 juli van dat jaar werd het nummer uitgebracht als de vijfde en laatste single van het album.

## Achtergrond
"Club Tropicana" is geschreven door groepsleden George Michael en Andrew Ridgeley en geproduceerd door Steve Brown met Michael. Met het nummer sloeg Wham! een nieuwe richting in; waar hun voorgaande nummers allemaal in het teken stonden van sociale of politieke problemen, was dit een satire op de destijds opkomende all-invakanties die populair waren onder single jongeren van een hedonistische cultuur. In het Verenigd Koninkrijk werd het vooral gezien als een duw richting het populaire Club 18-30, een reisbureau dat zich richtte op vakanties voor jongeren tussen de 18 en 30 jaar.
"Club Tropicana" werd een grote hit. In het Verenigd Koninkrijk en Ierland bereikte het de vierde plaats. In Nederland kwam het tot de achtste plaats in de Top 40 en de dertiende plaats in de Nationale Hitparade, terwijl in Vlaanderen plaats 23 in de voorloper van de Ultratop 50 werd behaald. 

## Videoclip
In de videoclip, opgenomen in het Pikes Hotel op Ibiza, kijken Michael en Ridgeley op het strand naar twee vrouwen in bikini, gespeeld door hun achtergrondzangeressen Dee C. Lee en Shirlie Holliman. Aan het eind van de clip blijkt dat de groepsleden piloten zijn, terwijl de zangeressen stewardessen zijn.
In 2022 maakte Lewis Capaldi een remake van de clip voor zijn single Forget Me.

## Hitnoteringen

### Nederlandse Top 40
| Hitnotering: 24-09-1983 t/m 12-11-1983 | Hitnotering: 24-09-1983 t/m 12-11-1983 | Hitnotering: 24-09-1983 t/m 12-11-1983 | Hitnotering: 24-09-1983 t/m 12-11-1983 | Hitnotering: 24-09-1983 t/m 12-11-1983 | Hitnotering: 24-09-1983 t/m 12-11-1983 | Hitnotering: 24-09-1983 t/m 12-11-1983 | Hitnotering: 24-09-1983 t/m 12-11-1983 | Hitnotering: 24-09-1983 t/m 12-11-1983 | Hitnotering: 24-09-1983 t/m 12-11-1983 |
| Week                                   | 1                                      | 2                                      | 3                                      | 4                                      | 5                                      | 6                                      | 7                                      | 8                                      |                                        |
| -------------------------------------- | -------------------------------------- | -------------------------------------- | -------------------------------------- | -------------------------------------- | -------------------------------------- | -------------------------------------- | -------------------------------------- | -------------------------------------- | -------------------------------------- |
| Positie                                | 36                                     | 20                                     | 13                                     | 10                                     | 8                                      | 9                                      | 21                                     | 40                                     | uit                                    |

### Nationale Hitparade
| Hitnotering: 01-10-1983 t/m 19-11-1983 | Hitnotering: 01-10-1983 t/m 19-11-1983 | Hitnotering: 01-10-1983 t/m 19-11-1983 | Hitnotering: 01-10-1983 t/m 19-11-1983 | Hitnotering: 01-10-1983 t/m 19-11-1983 | Hitnotering: 01-10-1983 t/m 19-11-1983 | Hitnotering: 01-10-1983 t/m 19-11-1983 | Hitnotering: 01-10-1983 t/m 19-11-1983 | Hitnotering: 01-10-1983 t/m 19-11-1983 | Hitnotering: 01-10-1983 t/m 19-11-1983 |
| Week                                   | 1                                      | 2                                      | 3                                      | 4                                      | 5                                      | 6                                      | 7                                      | 8                                      |                                        |
| -------------------------------------- | -------------------------------------- | -------------------------------------- | -------------------------------------- | -------------------------------------- | -------------------------------------- | -------------------------------------- | -------------------------------------- | -------------------------------------- | -------------------------------------- |
| Positie                                | 28                                     | 14                                     | 14                                     | 16                                     | 15                                     | 23                                     | 41                                     | 48                                     | uit                                    |

### NPO Radio 2 Top 2000
| Nummer met noteringen in de NPO Radio 2 Top 2000 | '17  | '18  | '19  | '20  | '21  | '22  | '23  | '24  |
| ------------------------------------------------ | ---- | ---- | ---- | ---- | ---- | ---- | ---- | ---- |
| Club Tropicana                                   | 1891 | 1846 | 1796 | 1354 | 1386 | 1423 | 1128 | 1298 |

1. ↑  Een vetgedrukt getal geeft de hoogste notering aan.
2. ↑  2017 was het eerste jaar met een notering voor dit nummer.